# Данн, Джеймс Дуглас Грант
Джеймс Дуглас Грант Данн (англ. James Douglas Grant Dunn; 21 октября 1939, Бирмингем, Уорикшир — 26 июня 2020, Чичестер, Юго-Восточная Англия) — английский библеист, теолог, историк раннехристианской церкви, почётный профессор богословия в Даремском университете.

## Биография
Родился 21 октября 1939 года в Бирмингеме. Получил бакалавра и магистра (1964) в Университете Глазго, доктора философии (PhD, 1968) и доктора богословия (DD, 1976) в Кембриджском университете.
С 1970 года читал лекции в Ноттингемском университете, в 1980 году стал профессором богословия в Даремском университете, а с 1990 года занял кафедру имени епископа Джозефа Барбера Лайтфута на богословском факультете этого же университета, в котором он преподавал до 2003 года. После выхода на пенсию ему присвоено звание заслуженного профессора университета.
В 2002 году являлся президентом международного общества исследователей Нового завета «Studiorum Novi Testamenti Societas». Является членом Британской академии.
В 2005 году в честь учёного коллективом 27 новозаветных исследователей был подготовлен фестшрифт.
Являлся методистским проповедником.
Умер 26 июня 2020 года.

## Научные труды
Автор многочисленных монографий по истории и богословию раннего христианства.

### Переводы на русский язык
- Данн Д. Д. Новый взгляд на Иисуса: что упустил поиск исторического Иисуса. — М.: ББИ, 2009. — 207 с. — ISBN 978-5-89647-129-7  (Серия «Современная библеистика»)
- Данн Д. Д. Единство и многообразие в Новом Завете. Исследование природы первоначального христианства / пер. с англ. Г. Г. Ястребова. — 5-е изд., испр. и доп. — М.: ББИ, 2009. — 523 с. — ISBN 978-5-89647-216-2
- Данн Д. Д. Библия в Церкви. Толкование Нового Завета на Востоке и Западе / Д. Д. Данн, И. Ивлиев, И. Каравидопулос [и др.]. — М.: ББИ, 2010. — 208 с. — ISBN 978-5-89647-253-7 (Серия «Современная библеистика»)
- Данн Д. Д. Крещение Святым Духом — Современное пятидесятничество в свете новозаветного учения / пер. с англ. С. Калюжного. — Черкассы: Коллоквиум, 2017. — 260 с.